# Бокс, Мик
Мик Бокс (англ. Mick Box; полное имя Майкл Фредерик Бокс, англ. Michael Frederick Box; род. 9 июня 1947, Уолтемстоу, Лондон, Англия) — британский гитарист и автор песен.
Известен как основатель и лидер группы Uriah Heep. Мик Бокс — единственный участник группы, игравший во всех её составах, а также последний оставшийся в живых участник классического состава группы.

## Биография
Мик Бокс, полное имя которого Майкл Фредерик Бокс, родился 9 июня 1947 года в городе Уолтемстоу на северо-востоке Лондона. Его юность прошла под впечатлением от музыки таких пионеров рока, как Элвис Пресли, Чак Берри и Литл Ричард. Будучи болельщиком футбольного клуба «Тоттенхэм Хотспур», он начал играть в футбол за школьную команду, но эта карьера не задалась, и он начал учиться играть на гитаре. Его отец умер, когда он был еще совсем маленьким, и его воспитывала мать, которая заверила его в своей поддержке, когда он захотел начать музыкальную карьеру.
В 1965 году он сформировал свою первую группу под названием The Stalkers. В 1967 году к группе присоединился Дэвид Байрон, и они начали активно гастролировать по стране. После они переименовались в Spice. После того, как Кен Хенсли присоединился к участникам Spice, они стали Uriah Heep.
Из гитаристов Мику Боксу нравились Барни Кэссел, Джанго Рейнхардт, Тэл Фарлоу, Лес Пол. Из современных гитаристов больше всего — Джефф Бек.

## Дискография
Uriah Heep
- Very 'Eavy...Very 'Umble – 1970
- Salisbury – 1971
- Look at Yourself – 1971
- Demons & Wizards – 1972
- The Magician's Birthday – 1972
- Uriah Heep Live – 1973
- Sweet Freedom – 1973
- Wonderworld – 1974
- Return to Fantasy – 1975
- High and Mighty – 1976
- Firefly – 1977
- Innocent Victim – 1977
- Fallen Angel – 1978
- Conquest – 1980
- Abominog – 1982
- Head First – 1983
- Equator – 1985
- Raging Silence – 1989
- Different World – 1991
- Sea of Light – 1995
- Sonic Origami – 1998
- Wake the Sleeper – 2008
- Into the Wild – 2011
- Outsider – 2014
- Living the Dream – 2018
- Chaos & Colour – 2023

David Byron
- Take No Prisoners – 1975

Iris
- Lady in Black – 2002

Spearfish
- Back for the Future – 2003